# 林田学
林田 学（はやしだ まなぶ、1956年 - ）は、日本の実業家、法学者。東洋大学教授、弁護士を経て、現株式会社薬事法ドットコム社主。法学博士。長崎県出身。

## 略歴
- 1977年　早稲田大学法学部入学
- 1979年　東京大学法学部学士入学
- 1985年　東京大学大学院法学政治学研究科博士課程修了
- 1992年　東洋大学法学部助教授　コンサルティング会社日米総研[4]を事実上経営する。
- 1997年　東洋大学法学部教授
- 1997年　法律学の教授又は准教授の在職５年以上の弁護士資格認定制度により弁護士の資格付与。
- 2006年　弁護士登録。ベルエアー法律事務所開設。
- 2009年　8月1日に株式会社薬事法ドットコムを設立。

## 活動
ベルエアー法律事務所時代の顧問料は月額10万円以上に設定し、薬事法関係の専門性を主張。PL法、情報公開法の著書がある。東洋大学助教授時代には、速水爽（はやみそう）名義で、早稲田セミナーの司法試験講座のうち、民事訴訟法、国際私法を担当。

## 主な著書
- 『PL法をクリアする表示・取扱説明書の書き方』（日本実業出版社、1995年）
- 『中小企業・下請企業のためのPL法の対策実務』（日本実業出版社、1996年）
- 『PL法新時代』（中央公論社、1995年）
- 『住まいとPL法』（大成出版社、1995年）
- 『企業情報の公開と秘密保持』（中央経済社、1999年）
- 『情報公開法』（中央公論新社、2001年）
- 『国際私法』（早稲田経営出版、1993年）
- 『民事訴訟法』（早稲田経営出版、1999年）
- 『フリーライセンスドクター』（文芸社、1999年）
- 『ゼロから始める! 4年で年商30億の通販長者になれるプロの戦略―――初心者でもヤル気とスマホがあればできる美健EC』（ダイヤモンド社、2013年）
- 『市場規模が3倍に! 健食ビジネス新時代を勝ち抜くプロの戦略---「機能性表示」解禁を、どう生かすか』（ダイヤモンド社、2015年）
- 『患者と家族のための　がんが消える補完代替医療』（幻冬舎、2015年）
- 『機能性表示とノウハウカルテットで4年でビリオネアへの道』（河出書房新社、2016年）
- 『景品表示法の新制度で課徴金を受けない3つの最新広告戦略』（河出書房新社、2016年）
- 『退職前に開業できる! 素人でもたった2年で年商1.8億円を実現した美健EC』（ダイヤモンド社、2018年）
- 『ヘルスケアビジネスのための実録 景品表示法』（ダイヤモンド社、2020年）